# Benny Kohlberg
Benny Tord Kohlberg, född 17 april 1954 i Arvika, var en svensk längdskidåkare som bland annat vann en guldmedalj i herrarnas stafett under Olympiska vinterspelen 1984 i Sarajevo.